# Dieter Grahn
Dieter Grahn, född den 20 mars 1944 i Zobten am Berge i provinsen Niederschlesien, Tyskland, är en tidigare östtysk roddare.
Han tog OS-guld i fyra utan styrman i samband med de olympiska roddtävlingarna 1972 i München.